# La Tribune républicaine de Bellegarde
Pour les articles homonymes, voir La Tribune républicaine.
La Tribune républicaine de Bellegarde, publiée sous le titre La Tribune républicaine, est le journal hebdomadaire
d'informations locales de Bellegarde-sur-Valserine (devenue Valserhône dans l'Ain) et de ses environs. Fondé en 1902, il disparaît en 2024 après plus de 120 années d’existence.

## Histoire
Le journal a été fondé à Bellegarde-sur-Valserine dans l’Ain en 1902 sous l'intitulé La Tribune républicaine de Bellegarde, abrégé ensuite en La Tribune républicaine, avec une parution hebdomadaire. Le titre a longtemps appartenu à l'imprimerie Michaux, également installée à Bellegarde. Au début du XXe siècle, celle-ci rachète Le Pays Gessien, hebdomadaire d'informations locales du pays de Gex voisin.
Vers 1997, les deux titres sont repris par le groupe Presse Alpes-Jura (rebaptisé depuis groupe Le Messager), qui sera lui-même absorbé une douzaine d'années plus tard par le Groupe La Voix.  La rédaction, initialement installée au 2, rue Paul-Painlevé à Bellegarde a été transférée au 35, rue de la République, toujours à Bellegarde-sur-Valserine, dans des bureaux qui abritent également celle du Pays Gessien. En mai 2019, l'agence abritant les deux titres a déménagé au 10 rue Zéphirin-Jeantet à Valserhône, commune nouvelle ayant absorbé Bellegarde-sur-Valserine au début de la même année.
Une érosion du lectorat, allié à une baisse des recettes publicitaires, ainsi que la hausse du coût des matières premières entraînent la fermeture du journal à l’automne 2024 ; la rédaction comptait alors deux journalistes professionnels et huit correspondants. Le dernier numéro paraît 7 novembre 2024.

## Diffusion
La Tribune républicaine, tirée en moyenne à 3 200 exemplaires, est diffusée à 2 200 exemplaires sur le canton de Bellegarde-sur-Valserine, la vallée de la Valserine et Nantua. La parution a lieu le jeudi.
En 2024, au moment de sa disparition, la diffusion payée du journal s’établit à 1 640 exemplaires.